# Lacinius ephippiatus
Lacinius ephippiatus is een hooiwagen uit de familie echte hooiwagens (Phalangiidae).